# ET Explore Me
ET Explore Me is een garagerocktrio uit Haarlem (Nederland). De band is een van de acts die voortkomen uit The Irrational Library, een Haarlems kunstenaarscollectief onder leiding van de Amerikaan Joshua Baumgarten. Het vuige geluid van het trio wordt voornamelijk bepaald door het veelvuldig gebruik van fuzz pedalen en een Ace Tone orgel.
In de beginjaren van de band vonden de optredens voornamelijk plaats op avonden van The Irrational Library in en rond Haarlem.
De eerste nummers worden opgenomen op een oude cassettedeck waarvan er in 2004 twee verschijnen op een compilatie van The Irrational Library. In april 2005 komt bij Rara Records op vinyl een eerste ep uit, gevolgd door optredens in Nederland (onder andere VPRO-radio, Amsterdam, Rotterdam, Nijmegen, het Visbak Festival aan het strand van Velsen en Beeckestijnpop in Velsen-Zuid) en het buitenland (Antwerpen, Barcelona en Londen). De hoes van de single When I'm Gone (2010) is getekend door Peter Pontiac en bevat een zes pagina's tellend stripboekje. Joost Varkevisser vormt samen met Pieter Kamp het duo The Pignose Willy’s.

## Discografie
- ET Explore Me (7"-ep – RaRa Records, 2005)
- Vespa Bop (7"-ep – RaRa Records, 2007)
- Every Town Should Have Its Own One Man Band (7"-ep – Velser Herrie, 2009)
- When I'm Gone (7"-ep – Velser Herrie, 2010)
- Do It! (7"-ep – Velser Herrie, 2012)
- ET EXPLORE ME (12"-LP/CD, debuutalbum – Suburban, 2018)[1]

### Compilatie-bijdrage
- Just A Little Bit Too High (The Irrational Library, 2004)
- Subbacultcha! Fall (2008)
- Dutch Garage Rock Explosion (2013)
- Vollanalog! Vol. 2 (2015)